# Olof Hanner
Olof Hanner  (* 7. Dezember 1922 in Stockholm; † 19. September 2015 in Göteborg) war ein schwedischer Mathematiker, der sich mit Topologie und konvexer Geometrie befasst hat.

## Leben
Hanner wurde 1952 an der Universität Stockholm promoviert (Rectraction and extension of mappings). 1949 bis 1950 war er am Institute for Advanced Study, wo er mit Hans Rådström zusammenarbeitete. 1963 bis 1989 war er Professor an der Universität Göteborg.
Neben Topologie befasste er sich in einer Arbeit mit der kombinatorischen Spieltheorie für das Brettspiel Go sowie in einem Buch mit der Mathematik von Bridge.
1956 führte er die nach ihm benannten Hanner Polytope ein, die rekursiv definiert werden (beginnend mit einem einfachen Liniensegment) und abgeschlossen unter Bildung des kartesischen Produkts und der Dualitäts-Bildung sind. Alternativ können sie auch mit kartesischem Produkt und direkter Summe gebildet werden. Hanner-Räume sind endlich dimensionale Banach-Räume mit Hanner-Polytopen als Einheitsbällen.

## Schriften
- mit Hans Rådström: A generalization of a theorem of Fenchel. In: Proc. AMS, 2, 1951, S. 589–593 (zum Satz von Caratheodory in der Version von Fenchel), JSTOR:2032012
- Solid spaces and absolute retracts. In: Arkiv Mat., 1, 1952, S. 375–382, doi:10.1007/BF02591374
- Some theorems on absolute neighborhood retracts. In: Arkiv Mat., 1, 1952, S. 389–408, doi:10.1007/BF02591376
- Intersections of translates of convex bodies. In: Mathematica Scandinavica, 4, 1956, S. 65–87, mscand.dk
- On the uniform convexity of Lp and ℓp. In: Arkiv Mat., 4, 1956, S. 239–244, doi:10.1007/BF02589410
- Mean play of sums of positional games. In: Pacific J. Math., 9, 1959, S. 81–99, doi:10.2140/pjm.1959.9.81
- Mathematics, A Solitary Game. In: The Two-Year College Mathematics Journal, Band 1, 1970, Heft 2, S. 5–16, doi:10.2307/3027352
- mit Hans-Olof Hallén, Per Jannersten, Barry Rigal: Bridge movements: A fair approach. 1994, ISBN 978-9185024865